# Paul Ben-Haim
Paul Ben-Haim (ó Paul Ben-Chaim, en hebreo: בן חיים, פאול) (Múnich, Imperio alemán, 5 de julio de 1897 – Tel Aviv, Israel, 14 de enero de 1984), fue un compositor, pedagogo musical y director de orquesta israelí.
Después de haber estudiado en el Wilhelmsgymnasium de Múnich, Ben–Haim estudió en la Akademie der Tonkunst, en donde tuvo como profesores a Friedrich Klose, Walter Courvoisier (composición musical); y Berthold Kellermann (piano). En aquel entonces, era el asistente de Bruno Walter y Hans Knappertsbusch. Entre 1924 y 1931, fue Kapellmeister (maestro de capilla) en Augsburgo. 
En 1933 decide hacer aliá, asentándose en Tel Aviv, donde comienza a vivir cerca de la Plaza Dizengoff, y desde entonces, Ben-Haim se desempeñó como compositor y director de orquesta. A través de su colaboración con el cantante Braha Zefira, Ben-Haim llegó a conocer varias canciones judías y árabes, cuyas melodías y ritmo tuvieron cierta influencia en sus composiciones. 
Entre los estudiantes de Ben-Haim, destacan Eliahu Inbal, Tzvi Avni, Ben-Zion Orgad, Ami Maayani y Noam Sheriff. 
Ben-Haim ganó el Premio Israel de música en 1957.
Falleció a los 86 años de edad, en Tel Aviv, el 14 de enero de 1984.